# Козьма Олександр Іванович
Олександр Іванович Козьма (12 грудня 1871 — †1945, Каліш) — генерал-хорунжий Армії УНР.

## Життєпис
Народився в хут. Очеретяний (нині не існує) Братолюбівської волості Олександрівського повіту Херсонської губернії — на сьогодні територія входить до складу Долинського району Кіровоградської обл. Походить з родини український поміщиків.
Освіту здобув в Псковському кадетському корпусі. Учасник російсько-японської війни 1904-05 pp. У роки Першої світової війни 1914-18 — полковник, командир інженерного полку російської армії.

### На службі Україні
Влітку і восени 1917 брав активну участь в українізації військових фронтових частин, формуванні українського війська. З листопада 1917- начальник відділу зв'язку Українського Генерального Військового штабу Української Центральної Ради в Києві.
У січні-лютому 1918, Козьма як старшина Запорізької дивізії воював на більшовицькому фронті. З березня 1918 — командир інженерного полку, корпусний інженер Запорізького Корпусу у Харкові. У добу Директорії УНР призначений помічником начальника технічних військ Армії УНР. В грудні 1919 — травні 1920 — учасник Першого Зимового походу Армії УНР. Деякий час виконував обов'язки інспектора військових електротехнічних шкіл.
З 1921 знаходився у складі інтернованих частин української армії у Каліші. В 1920-Х рр. став організатором системи таборової освіти, був викладачем Станичної гімназії ім. Т. Шевченка до її закриття 1937.

## Вшанування пам'яті
В Долинській існує вулиця Олександра Козьми.
В травні 2016 в місті Олександрії було названо вулицю на честь Олександра Козьми.